# Cerro Catedral
Cerro Catedral ist ein Berg mit einer Höhe von 2.405 Meter im Nationalpark Nahuel Huapi in Patagonien, Argentinien. Die nächstgelegene Stadt, Bariloche, ist 19 Kilometer entfernt.
Es befindet sich dort eines der größten Skigebiete in Südamerika mit einer Fläche von 2 km², ca. 100 Kilometer Pistenlänge und einer Skiliftkapazität von 22.200 Skifahrern pro Stunde. Doch auch der großartige Ausblick auf den Nahuel-Huapi-See macht den Berg zu einem sehr populären Ausflugsziel. Die Auslastung der zahlreichen Hotels und Hostels am Fuße des Berges ist auch in den Sommermonaten sehr hoch, da das Gebiet auch für Wanderer und Bergsteiger sehr reizvoll ist. Außerdem gibt es auf dem Weg zum höchsten Gipfel, dem Torre Principal, zahlreiche Nächtigungsmöglichkeiten in Berghütten (refugio genannt).
Im August und September ist das Skigebiet regelmäßig Austragungsort des South American Cup.

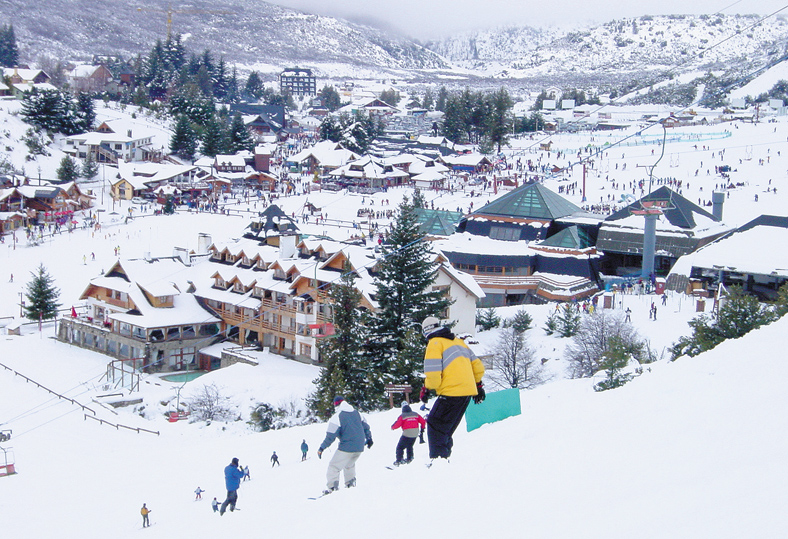
Cerro Catedral im Winter
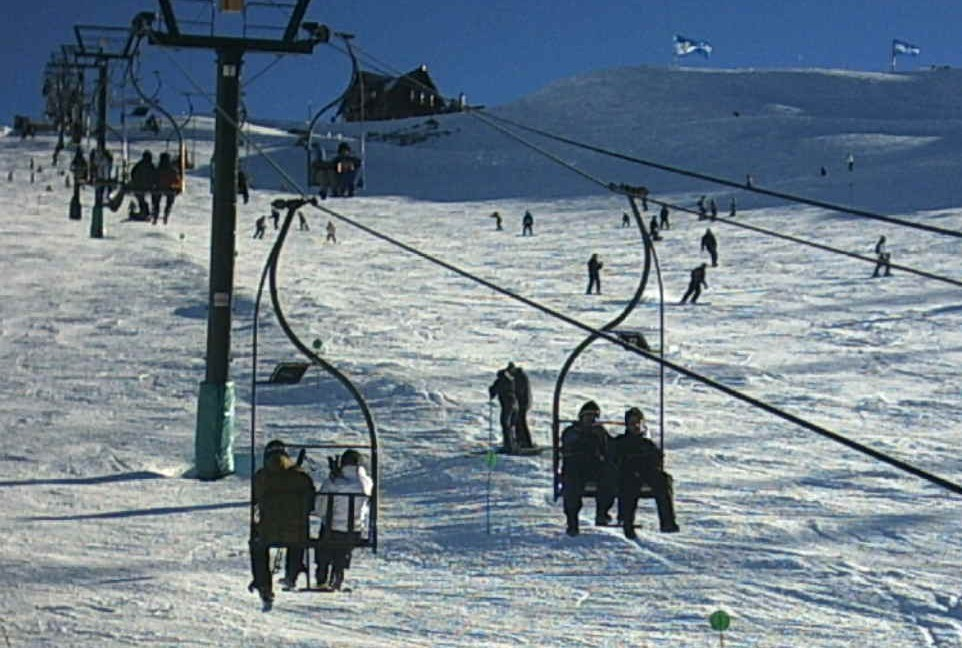
Skilift und die Berghütte Refugio Lynch auf dem Cerro Catedral
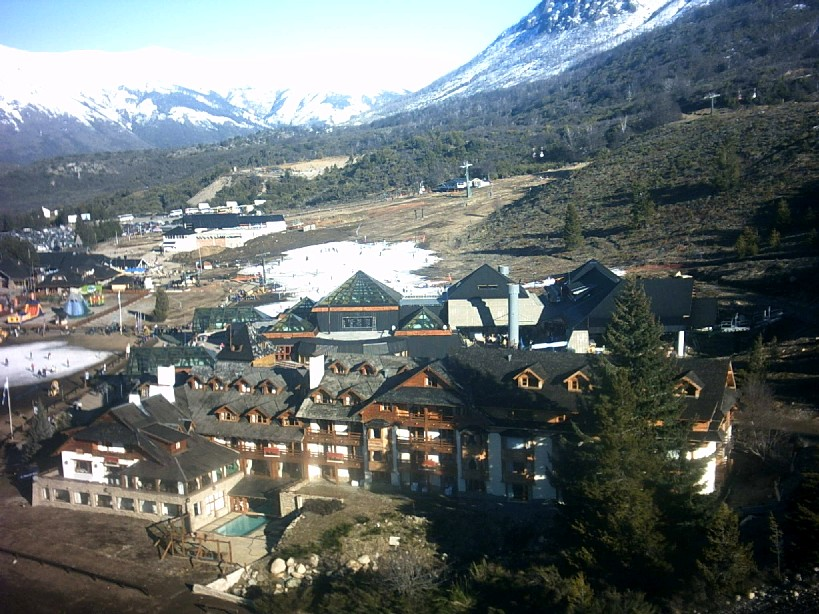
Skiresort während des Sommers

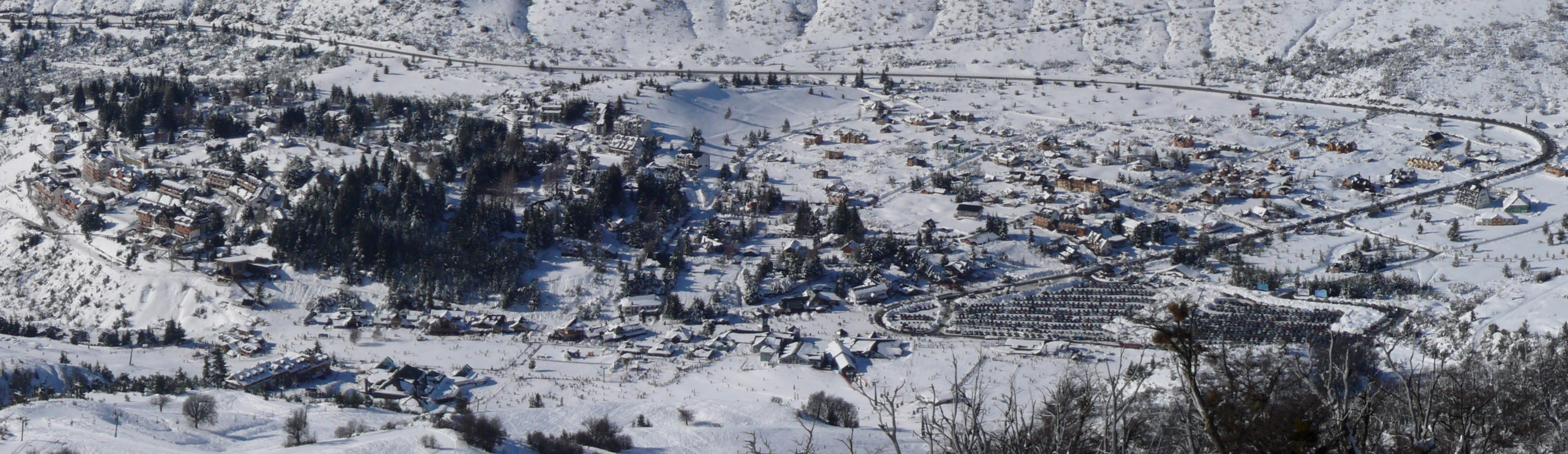
Panorama des Cerro-Catedral-Skiresorts im Winter

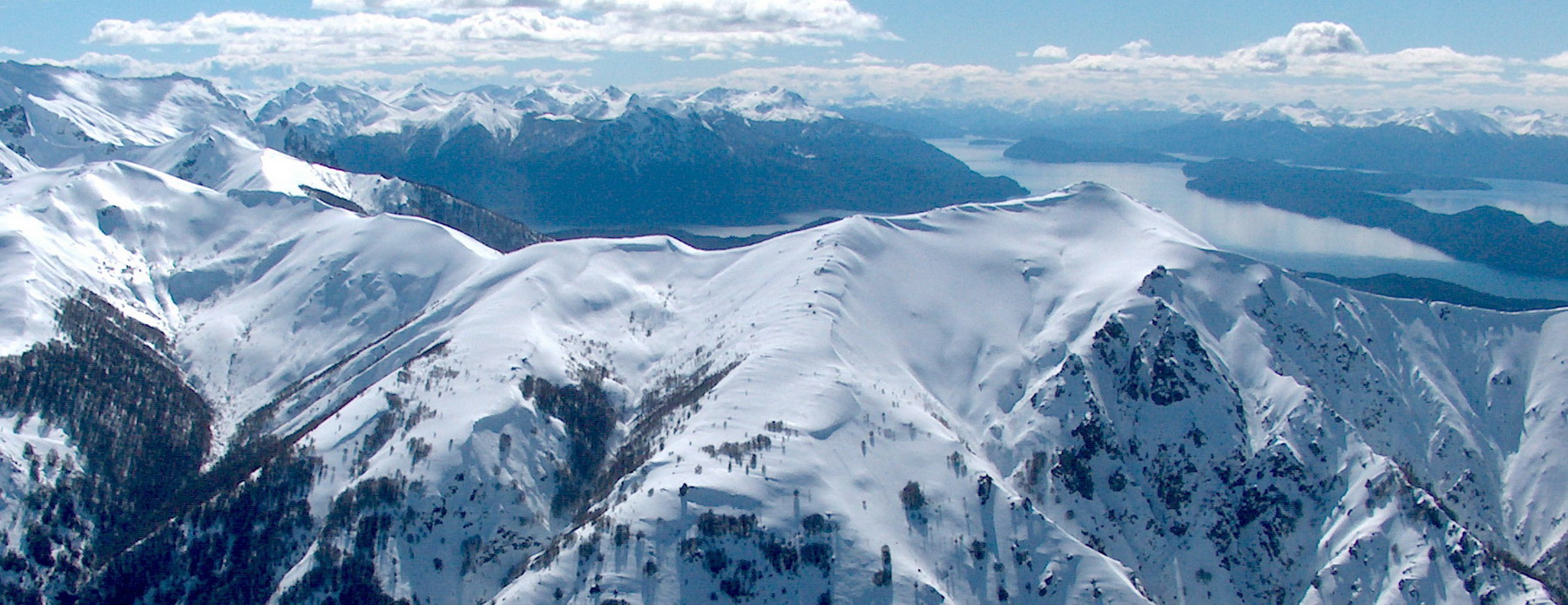
Panoramaaussicht vom Cerro Catedral zum Nahuel-Huapi-See und den Anden